# Сизов Петро Іванович
Петро́ Іва́нович Сизо́в (Сізов) (1909—1944) — учасник Другої світової війни. Герой Радянського Союзу.

## З життєпису
Народився 1909 року в селі Терпіння сучасної Запорізької області у сім'ї селянина. Працював ливарником на Донбасі, потім у містах Середньої Азії — зокрема Ургенч.
В РА з березня 1942 року. 1943 року закінчив Харківське військово-політичне училище. Парторг 71-го гвардійського стрілецького полку (24-та стрілецька дивізія, 2-а гвардійська армія).
Загинув в бою 22 жовтня 1944 року на території сучасної Литви — очолив відбиття ворожої контратаки.
Похований на військовому кладовищі міста Пагегяй.

## Нагороди
- 24 березня 1945 року капітан Петро Сизов посмертно удостоєний звання Героя Радянського Союзу
- орден Леніна
- два ордени Червоної Зірки
- медалі
- в селі Терпіння існує вулиця Сізова[1]